# Pastoralisme
Pastoralisme eller pastoralt landbrug er den gren af landbrug, som vedrører at opdrætte bl.a. kvægbesætninger. Det er landbrugsdrift med dyr: pleje, opdræt, pasning og brug af dyr såsom kameler, geder, tamkvæg, yakokser, lamaer, får osv. Det kan have et mobilitetsaspekt, hvor besætningerne flyttes i en søgen efter friske overdrev og vand.
Pastoralisme findes i mange afskygninger rundt omkring på jorden. Sammensætning af besætninger, ledelsespraksisser, social organisering og alle andre aspekter af pastoralisme varierer mellem områder og mellem sociale grupper. Mange traditionelle praksisser har også måttet tilpasse sig den moderne verdens skiftende betingelser.